# LESS-chirurgie
LESS-chirurgie (laparo-endoscopic single-site-chirurgie), ook wel single-port access (SPA), single-incision laparoscopic surgery (SILS) of single-site-chirurgie genoemd, is een laparoscopische chirurgische techniek (kijkoperatie of knoopsgatchirurgie). Bij de LESS-operatietechniek wordt door 1 kleine incisie (snee/opening) geopereerd in plaats van meerdere incisies zoals gebruikelijk bij standaard laparoscopische operaties. De opening van 2 cm wordt gebruikelijk gemaakt ter hoogte van de navel. Hierbij blijft na verloop van tijd meestal geen enkel litteken over omdat het enige litteken wegvalt in de navel. De techniek is in principe toe te passen bij alle operaties die via de gewone laparoscopie uitgevoerd kunnen worden.
In Nederland en België wordt deze techniek sinds 2009 op enkele plaatsen toegepast voor met name galblaasverwijderingen (cholecystectomie) en darmoperaties. Daarnaast zijn enkele baarmoederverwijderingen (hysterectomie) en nieroperaties via deze techniek uitgevoerd.

## Verschil tussen LESS-chirurgie en standaard kijkoperatie
De standaard kijkoperatie (laparoscopie) vereist verschillende (3-5) kleine incisies (sneetjes) van maximaal 1 cm verspreid over de buik. Met de LESS-techniek (LESS-chirurgie), kan de chirurg, gynaecoloog of uroloog, de volledige operatie door één enkele incisie uitvoeren. Als de insnijding in de navel wordt gemaakt, is het litteken verborgen en gewoonlijk bijna onzichtbaar. Bij een standaard kijkoperaties zijn altijd meerdere littekens na afloop zichtbaar.
Naast dit cosmetisch verschil hebben vergelijkende studies aangetoond dat de postoperatieve pijn minder is na een LESS operatie. Daarnaast zou de LESS techniek ook theoretisch mogelijk het herstel na de operatie bevorderen omdat minder beschadigingen gemaakt worden aan de complete buikwand (huid, bloedvaten, spierweefsel, perintoneum (buikvlies)). Dit is echter nog niet bewezen in vergelijkende studies (2010).
Een mogelijk nadeel van de LESS-techniek zou zijn dat de kans op een navelbreuk (Hernia umbilicalis) groter is omdat de incisie in de navel bij een LESS-procedure groter is dan bij een standaard kijkoperatie. Ook dit is nog niet bewezen in vergelijkende studies (2010).
Voor de LESS techniek is een speciale “poort” (trocar) nodig via welke alle instrumenten, de camera en de toevoerslang voor koolzuurgas (CO2) voor insufflatie, door een en dezelfde opening het lichaam ingebracht kunnen worden. De speciale trocar wordt ingebracht door een kleine insnijding van ongeveer 1 tot 2.5 cm lang.
Met name bij operaties in de buikholte zoals bijvoorbeeld galblaasverwijdering (cholecystectomie), blindedarmoperaties (appendectomie), operaties aan de eileiders, eierstokken of baarmoeder (hysterectomie), wordt de insnijding gemaakt in de navel zodat het overblijvende litteken zal wegvallen in de navel en een vrijwel littekenvrij resultaat wordt bereikt. Bij LESS-chirurgie aan de nieren wordt ook wel de incisie gemaakt in de flank van de patiënt ter hoogte van de nier.

## Overeenkomsten tussen LESS-chirurgie en standaard kijkoperatie
Terwijl de toegang tot de buik via de LESS chirurgie techniek anders is dan bij een standaard kijkoperatie, is de daadwerkelijke chirurgische procedure die binnen het lichaam plaatsvindt, hetzelfde als de standaard laparoscopie.

## Ervaring in Nederland en België
Deze techniek wordt in een beperkt aantal ziekenhuizen in Nederland en België uitgeoefend. De meeste ervaring -qua aantallen per operatie en qua aantallen verschillende operaties- is opgebouwd in het Jeroen Bosch Ziekenhuis te Den Bosch (meer dan 500 operaties). De meest uitgevoerde operaties via de LESS techniek zijn galblaasverwijderingen en darmoperaties.

### Nederland
- Bronovo ziekenhuis te Den Haag: galblaasverwijderingen
- Isala Klinieken te Zwolle: galblaasverwijderingen
- Jeroen Bosch ziekenhuis te Den Bosch: Algemene chirurgie: galblaasverwijderingen, blindedarmverwijderingen, dikke- en dunnedarmoperaties. Gynaecologie: baarmoederverwijderingen, operatie aan eierstokken/eileiders en sterilisaties. Urologie: nieroperaties
- Sint Lucas Andreas Ziekenhuis te Amsterdam: gynaecologie
- VU Medisch Centrum te Amsterdam: galblaasverwijderingen
- Ziekenhuis Gelderse Vallei te Ede: galblaasverwijderingen

### België
- Mariaziekenhuis te Overpelt: galblaasverwijderingen
- Universitair Ziekenhuis Brussel te Brussel: galblaasverwijderingen, blindedarmverwijderingen
- Universitair Ziekenhuis Gent: Nieroperaties
- AZ Sint-Elisabeth Zottegem: Nieroperaties

## Operaties geschikt voor LESS-chirurgie
In principe zijn alle standaard laparoscopische operaties geschikt op via LESS-chirurgie uit te voeren:

### Algemene chirurgie
- Galblaasverwijdering (cholecystectomie)
- Verwijdering van blindedarm (appendectomie)
- Navelbreukoperatie (hernia umbilicalis)
- Liesbreukoperatie (hernia inguinalis)
- Darmoperaties

### Gynaecologie
- Baarmoederverwijdering (hysterectomie)
- Endometriose operaties
- Eierstok en eileider operaties
- Sterilisaties

### Urologie
- Operaties aan nieren
- Prostaatverwijdering (prostatectomie)
- Operaties aan de bijnier